# Maumoon Abdul Gayoom
Maumoon Abdul Gayoom (އަލްއުސްތާޛް މައުމޫން އަބްދުލް ޤައްޔޫމް; Male, 29 dicembre 1937) è un politico maldiviano, Presidente e dittatore delle Maldive dall'11 novembre 1978 all'11 novembre 2008.

## Biografia

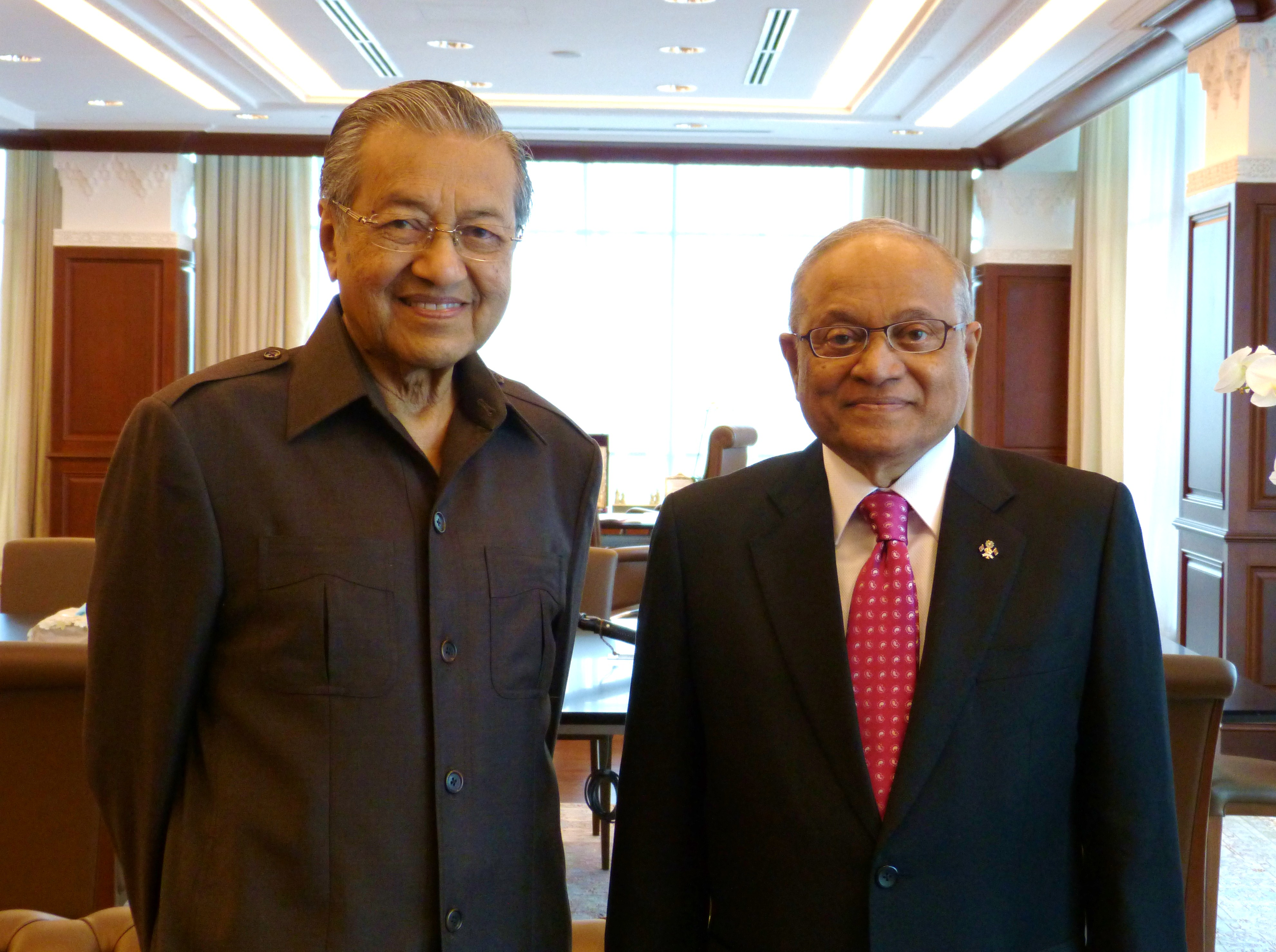
Maumoon con Mahathir Mohamad, 2013

L'ultima sua rielezione, la sesta, di tipo plebiscitario, risale all'ottobre del 2003. Gli elettori hanno approvato, con oltre il 90% di voti favorevoli, il candidato unico alla presidenza proposto dal parlamento. Il mandato presidenziale dura cinque anni.
Alle elezioni presidenziali nelle Maldive del 2008, le prime tenute democraticamente, conclude in testa il primo turno con il 40,3%, ma viene quindi sconfitto al ballottaggio da Mohamed Nasheed.
È fratellastro di Abdulla Yameen, candidato per il Partito Progressista delle Maldive alle elezioni presidenziali nelle Maldive del 2013.

## Controversie
È stato accusato di nepotismo, poiché conta di almeno 11 tra amici e parenti nel suo gabinetto, nonché svariati altri nelle cariche più alte di governo.